# Yury Shulman
Yury Shulman (auch: Yuri Shulman, russisch Юрий Маркович Шульман; (Juri Markowitsch Schulman); * 29. April 1975 in Minsk) ist ein belarussisch-US-amerikanischer Schachspieler.

## Laufbahn
Yury Shulman wuchs in Belarus auf. Sein Vater Mark Shulman ist Internationaler Großmeister (GMI) im Damespiel. Ab dem Alter von sechs Jahren erhielt er regelmäßigen Schachunterricht bei der Trainerin Tamara Golovey. Im Alter von 12 Jahren setzte er seine Studien bei dem Internationalen Meister Albert Kapengut fort und wurde danach von Großmeister Boris Gelfand betreut. Im Jahr 1994 gewann Shulman die belarussische Meisterschaft. Im gleichen Jahr wurde er für seine sportlichen Erfolge von der Republik Belarus  ausgezeichnet und wurde Mitglied der Olympiamannschaft. 1995 gewann er in Holon die Junioreneuropameisterschaft und erhielt den Großmeistertitel. Im Jahre 1998 wurde er geteilter belarussischer Meister. 1999 zog Shulman in die Vereinigten Staaten, um an der Universität von Texas in Dallas zu studieren. Er hat einen Studienabschluss an der staatlichen Akademie für Sport von Belarus, einen Bachelorgrad in Informatik und einen Mastergrad der Universität von Texas im Spezialgebiet Finanzwissenschaften.
Seit er in den Vereinigten Staaten lebt, gehört Shulman dort zu den führenden Schachspielern. Bei geschlossenen US-amerikanischen Meisterschaft war er 2004 geteilter Dritter, 2006 Zweiter und 2007 in Stillwater, Oklahoma geteilter Dritter, wodurch er sich für die Schachweltmeisterschaft 2007 qualifizierte. Im Mai 2008 gewann er die US-Meisterschaft und war im Mai 2010 geteilter Zweiter nach einem Stichkampf im Schnellschach mit Turniersieger Gata Kamsky.
2000 war er geteilter Sieger beim US National Open, texanischer Meister und Sieger beim Koltanowski Memorial. Er war geteilter Erster 2001 beim World Open und 2002 beim American Open. Er war qualifiziert für die Weltmeisterschaft der Fide 2004 in Tripolis, Libyen, boykottierte die Veranstaltung aber gemeinsam mit einer Reihe anderer Meister. 2005 war er Meister von Illinois und geteilter Gewinner des Millennium-Chess-Festivals, wodurch er sich für den Schach-Weltpokal 2005 in Chanty-Mansijsk qualifizierte. Beim Weltpokal gelangte er durch Match-Erfolge gegen Wadim Swjaginzew und Alexander Chalifman bis in die Runde der letzten 16, wo er gegen Alexander Grischtschuk ausschied. Im Jahre 2006 gewann er die 107. offene US-Meisterschaft in Chicago und war geteilter Erster im Turnier der Universität Texas. 2007 wurde er geteilter Erster im Open von Chicago, dessen Blitz-Stichkampf Vadim Milov gewann.
Shulman nahm viermal (2005, 2007, 2009 und 2011) am Schach-Weltpokal teil. Am erfolgreichsten war er 2005, als er mit Wadim Swjaginzew und Alexander Chalifman zwei stärker eingeschätzte Gegner besiegte, ehe er in der dritten Runde an Alexander Grischtschuk scheiterte.
Als Trainer betreute er die US-amerikanische Damenmannschaft bei ihrem vierten Platz auf der Schacholympiade 2006 in Turin. Er ist verheiratet mit der lettischen (inzwischen US-amerikanischen) WIM Viktorija Ni. Die beiden haben einen Sohn.
Shulman gelangte 2001 erstmals unter die 100 besten Spieler der Weltrangliste. Im Jahr 2023 wurde er in die US Chess Hall of Fame aufgenommen.

## Schachlehrer
Shulman hat die „Yury Shulman International Chess School“ gegründet. Er und seine ehrenamtlichen Helfer verstehen Schach als ein Mittel für wohltätige Zwecke. In den Jahren 2006 und 2007 gaben sie Stunden und Bücherspenden für öffentliche Schulen in Chicago. Einen Teil seiner Turniergewinne spendet Shulman an gemeinnützige Organisationen. Zur Fortsetzung seiner ehrenamtlichen Aktivitäten gründete Shulman im Mai 2007 offiziell die gemeinnützige Organisation „GM Shulman Chess without Borders“. Er lebt in Barrington, Illinois und unterrichtet Schach an den dortigen Schulen und bei sich zu Hause.

## Nationalmannschaft
Shulman nahm an fünf Schacholympiaden teil, 1994, 1996 und 1998 mit Belarus, 2008 und 2010 mit den USA. Sein größter Erfolg war der dritte Platz mit der Mannschaft 2008 in Dresden. Außerdem nahm er mit den Vereinigten Staaten an den Mannschaftsweltmeisterschaften 2010 und 2011 teil (und erreichte 2010 den zweiten Platz mit der Mannschaft) sowie mit Belarus an der Mannschaftseuropameisterschaft 1997.

## Vereine
Shulman gewann die schwedische Elitserien in der Saison 1998/99 mit dem Sollentuna SK. In der tschechischen Extraliga spielte er von 1997 bis 2000 für TJ Nová Huť Ostrava. In der United States Chess League spielte er 2010 für die St. Louis Arch Bishops und 2011 für Chicago Blaze.